# Ave Maria (Stravinsky)

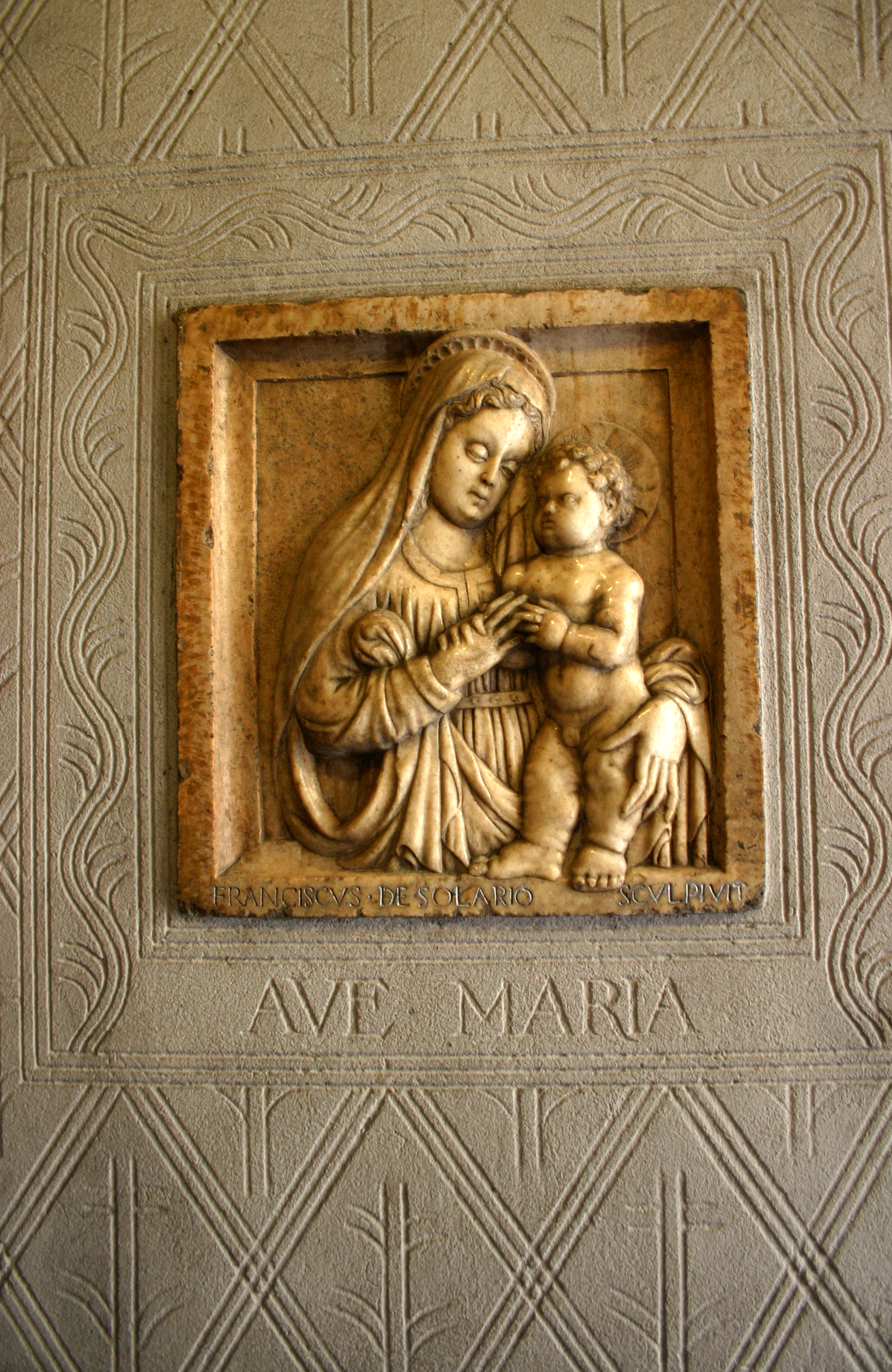
Ave Maria, Sant'Angelokerk in Milaan

Ave Maria (W65) is een compositie van Igor Stravinsky voor gemengd koor a capella, gecomponeerd in 1934. Het werk is bestemd voor liturgisch gebruik in de Russisch-orthodoxe Kerk.
In 1949 zette Stravinsky het werk op de Latijnse tekst.

## Oeuvre
Zie het Oeuvre van Igor Stravinsky voor een volledig overzicht van het werk van Stravinsky.

## Geselecteerde discografie
'Ave Maria' (versie uit 1949) door de Festival Singers of Toronto o.l.v. Elmer Iseler ('Igor Stravinsky Edition' in het deel 'Sacred Works', 2 cd's Sony Classical SM2K 46 301)